# Драконарій

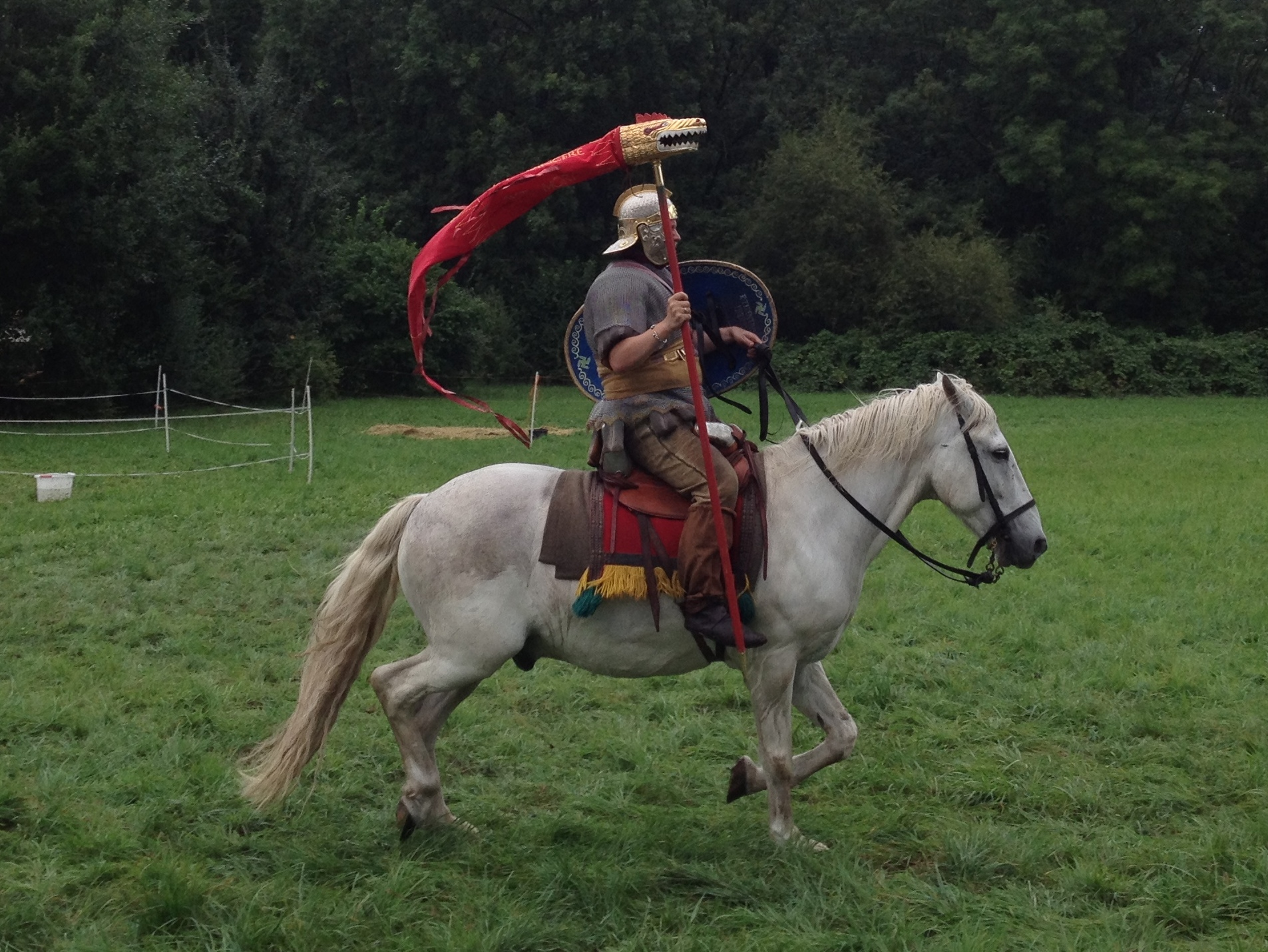
Драконарій. Сучасна реконструкція

Дракона́рій (лат. draconarius) — молодший офіцер у давньоримських кавалерійських загонах, чиїм завданням було нести прапор-дракон (лат. draco) али або турми під час бою (аналогічно піхотному сигніферу). У римській армії вперше вони з'явилися в другому столітті нашої ери, у зв'язку з використанням у допоміжних кавалерійських загонах сарматів і даків (перша згадка в Аррвана).
Спочатку дракони використовувалися степовими народами, такими як сармати і алани, а також парфянами і даками (не менше 20 з них зображено на колоні Траяна). Основним його завданням було визначення напрямку вітру для кінних лучників (аналогічно сучасному вітровказівнику). Дракон являв собою довгу жердину, увінчану бронзовою головою дракона з широко розкритим ротом і прив'язаною до неї ззаду матерією, виконаною у формі шкарпетки, щоб коли вітер дув через відкритий рот дракона вона розвивалася у вигляді змії. Історик Арріан описує його як довгий рукав, «зроблений з прошитих і забарвлених шматків тканини». Коли вершник, що його ніс, відпочивав, цей рукав звисав вздовж древка, але під час руху він свистів і розвивався.
Дракон використовувався також у Візантійській імперії.